# Montesa Cota 74/123/172
Les Montesa Cota 74 i Cota 123 varen ser dos models de motocicleta de trial de la gamma Cota de Montesa que estigueren en producció entre 1972 i 1982. Ambdós models eren idèntics i es diferenciaven només per la cilindrada del motor (74,8 cc el de la Cota 74 i 123,7 cc el de la Cota 123), circumstància provocada pel límit legal vigent aleshores, que fixava en 75 cc la cilindrada màxima permesa a l'estat espanyol per als posseïdors de l'A1 (el primer permís de conduir, accessible a partir dels 16 anys), mentre que a la resta del món aquest límit era de 125 cc.
Paral·lelament a la comercialització d'aquests dos models, entre 1975 i 1980 Montesa va produir també la Cota 172, una senzilla evolució de la Cota 123 de la qual només se'n diferenciava per les rodes de major diàmetre, les barres de suspensió anterior i el basculant més llargs i el motor, apujat a 157 cc. A banda, d'ençà de 1982 i durant un breu període, la Cota 123 fou comercialitzada per Honda sota la denominació MH 123 a través de la seva xarxa de concessionaris a Europa. Finalment, el 1986 -pocs anys després d'haver abandonat la fabricació de les Cota 74, 123 i 172- Montesa presentà la Cota 125, un model nou de trinca que tenia poc a veure amb els seus antecessors, tret de la cilindrada.
Les Cota 74 -anomenades Cota 80 a partir de 1982- i 123 varen ser en el seu moment unes motocicletes úniques al món (era la primera moto de trial de petita cilindrada que es comercialitzava, tret de la Cota 25 infantil) i representaren un gran èxit comercial per a l'empresa, arribant a exportar-se arreu del món junt amb les altres versions de la gamma Cota. La popularitat d'aquests dos models contribuí en gran manera a la consolidació del trial en molts països de l'Europa occidental, ja que posaven a l'abast del jovent un esport fins aleshores reservat a adults capaços de pilotar motocicletes de mitjana o gran cilindrada.

## Història
Apareguda el 1972, la Cota 74/123 fou una moto innovadora i moderna, en ella tot hi era previst. Amb la idea d'adaptar per als joves el model estrella de la marca, la reeixida Cota 247 creada el 1968 per Pere Pi i Leopoldo Milà, es decidí de fer-ne una versió reduïda, pràcticament a escala (un any abans, el 1971, ja havia aparegut la Cota 25, però aquell model era més que res una minimoto amb aspecte de Cota per a nens de 6 a 12 anys). Per tal de guanyar pes, preu i proporció envers la seva germana gran, per a la Cota 74/123 tot es va fer nou, sense aprofitar ni una peça del model original: xassís, dipòsit, suspensions, rodes, estreps, etc., es van tornar a dissenyar amb una forma més petita i econòmica. Fins i tot se li va fer un joc de pneumàtics especials amb mesures específiques: 3.75 x 17" i 2.50 x 20".

### El motor

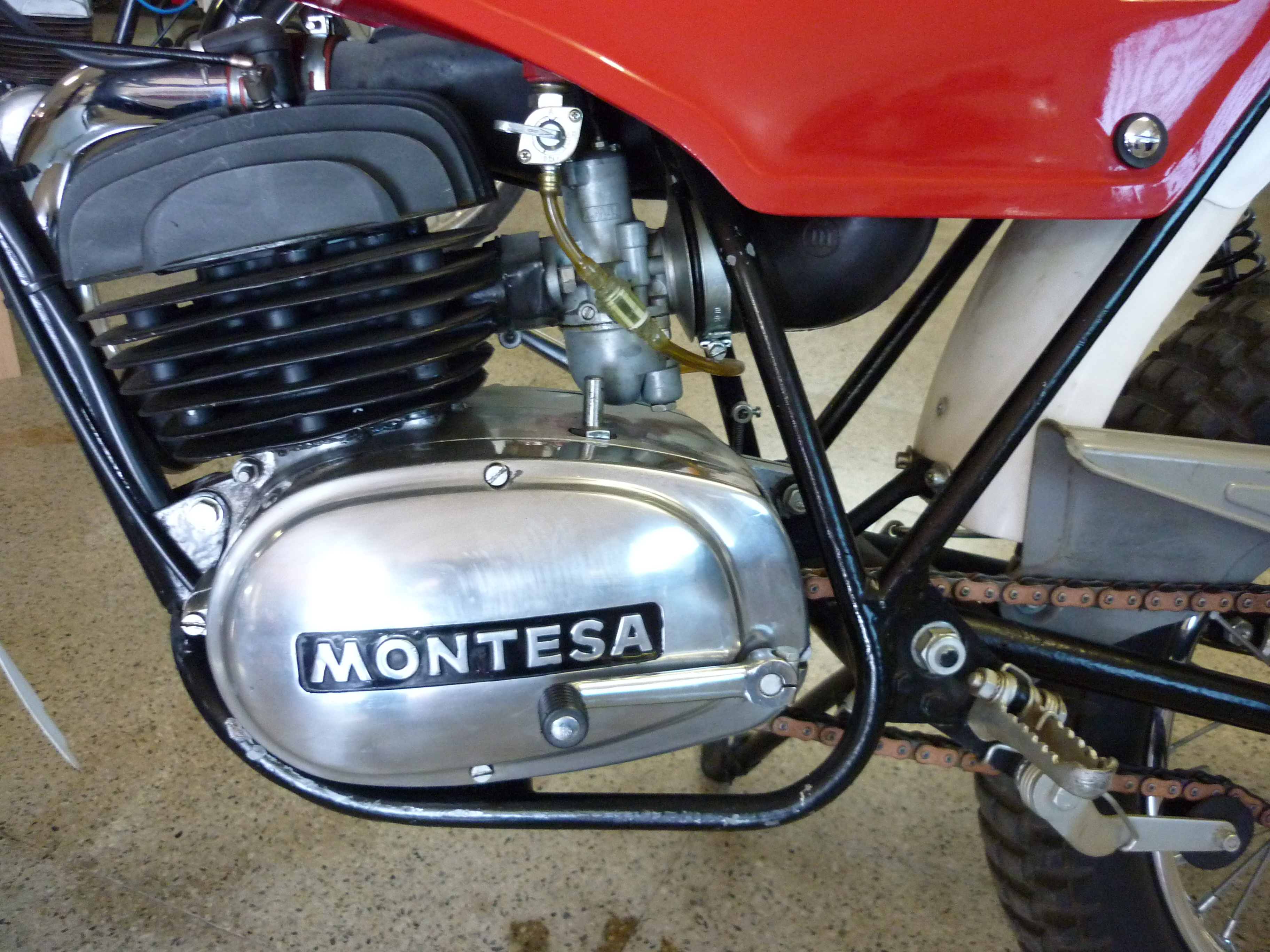
Detall del motor d'una Cota 123 de 1974

El motor fou dissenyat de cap i de nou per Jordi Ros, tècnic del DID. El resultat fou plenament innovador i adoptà unes solucions inèdites a Montesa: canvi de sis velocitats, posada en marxa amb el comandament de l'embragatge pressionat, càrters més petits i lleugers, cilindre i culata més petits i adequats (amb un motor quadrat de 54 x 54 en la 123), cigonyal i volants d'inèrcia nous, etc. L'eix del canvi de marxes ja va poder sortir pel costat esquerre i es va adaptar a la nova normativa unificada europea (el de la Impala, heretat per la Cota 247, sortia per la dreta i es va haver de canviar improvisadament).
Aquest nou motor obligà l'empresa a remodelar la fàbrica i a afrontar unes fortes inversions per tal de comptar amb la nova maquinària necessària per a mecanitzar els nous càrters, cilindres, culates, cigonyals, canvi de marxes i la resta d'elements. L'èxit comercial assolit pel nou model va amortitzar sobradament la despesa inicial.

### Transformacions: de 74 a 123 i a 172
En aquella època, en fer 18 anys els joves ja podien conduir motocicletes sense limitació de cilindrada, amb l'obtenció de l'A2. Per tant, una opció usual aleshores entre els usuaris era transformar-se la seva antiga Cota 74 en Cota 123 per mitjà d'una senzilla intervenció mecànica (val a dir que molts joves ho feien abans, sense esperar a tenir l'A2). En tractar-se de la mateixa moto, la Cota 74 tenia l'avantatge de poder-se passar a 123 fàcilment: només calia mecanitzar-ne el cilindre i posar-li un pistó de 54 mm en comptes del de 42 mm, o bé canviar el cilindre sencer (per a completar l'operació també s'havia de canviar el volant d'inèrcia -més gran en la Cota 123 que en la 74- però a la pràctica pocs usuaris ho feien). Allò que s'acostumava a fer amb la Cota 74 era habitual també amb la 123: molts propietaris se la passaven així que podien a 172, en molts casos sense canviar-li les rodes, només el cilindre i prou.

### Competició

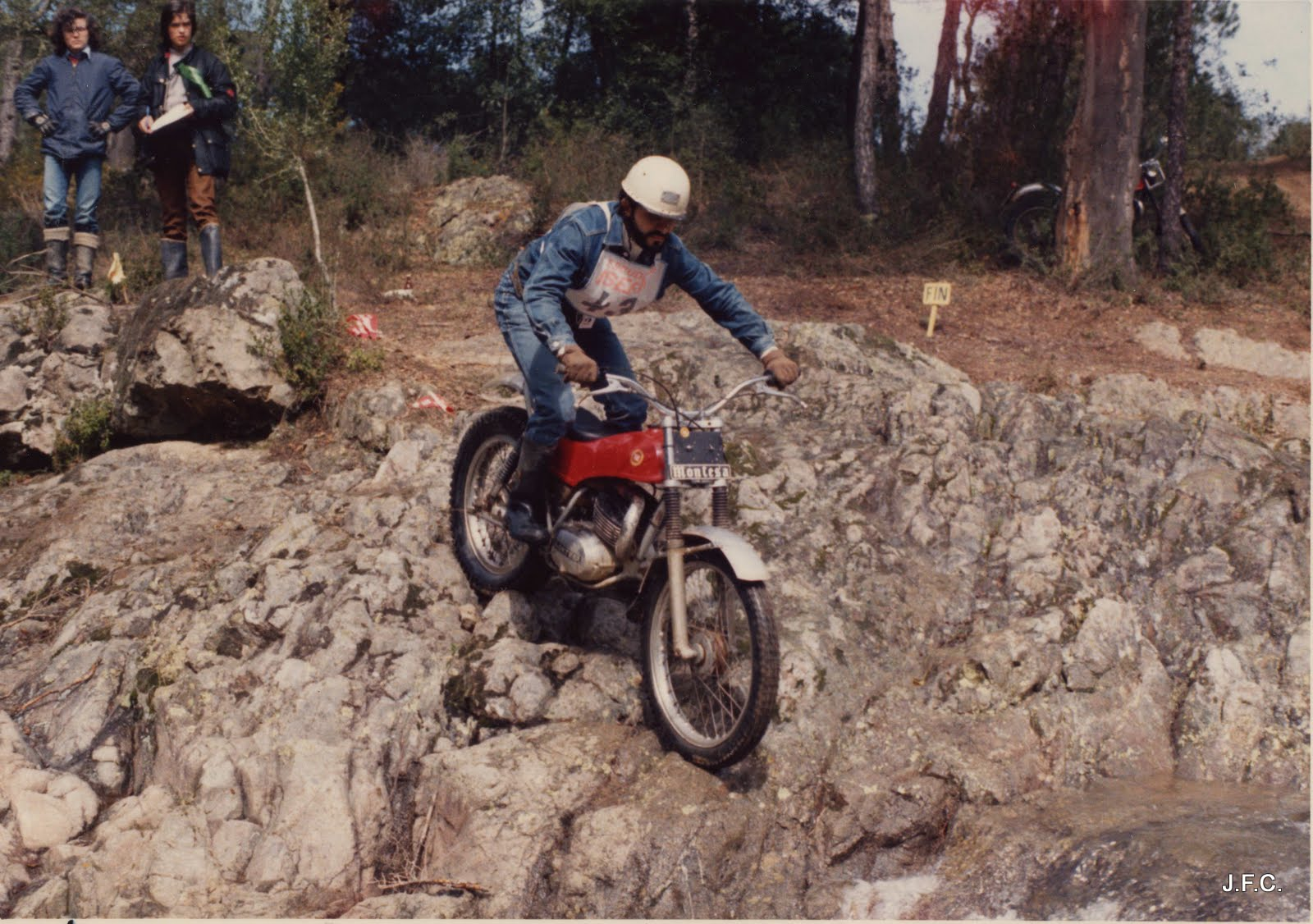
Joan Font amb la Cota 123 el 1975

Com a prova de foc del nou model, a finals de 1972 Pere Pi participà amb una Cota 123 als Tres Dies de Santigosa -la primera edició d'aquesta prova- i va guanyar l'absolut davant de Xavier Cucurella, que hi pilotava una Bultaco Sherpa T de 325 cc. La moto de Pi era nova de trinca (la primera de la producció, abans de sortir a la venda) i els pneumàtics eren gravats a mà, ja que encara no se n'havia acabat el motlle. Justament, els pneumàtics, de nova mesura, van ser decisius per a guanyar en un terreny relliscós com el de Santigosa, ja que la seva adherència era immillorable. La victòria d'una Cota 123 en aquella dura prova va donar un gran impuls a la promoció de les vendes d'aquest model.
Endut per l'entusiasme de la seva victòria, Pere Pi pensà que amb aquella moto es podien guanyar fins i tot els Sis Dies d'Escòcia de Trial i, quan només faltaven dos mesos perquè es disputessin, li'n demanà el parer a Rob Edwards. L'anglès, després de provar la moto en una riera de Gavà, va desaconsellar la idea, ja que al seu parer no era una moto prou forta per a encarar una prova com els Sis Dies. Tot i així, diversos pilots van decantar-se -si més no temporalment- per a competir en alguna prova amb la Cota 123 i, un cop apareguda al mercat, amb la Cota 172. Fins i tot es va crear una mena de torneig de cilindrades petites (fins a 175 cc), en el qual hi destacaren pilots com ara Joan Font o Jordi Fornas.
D'altra banda, cal dir que durant un temps hi hagué també competicions destinades a pilots junior limitades als 75 cc, a les quals hi debutaren moltes joves promeses amb la Cota 74.

### Repercussió
Durant la dècada de 1970 i especialment a Catalunya, la Cota 74 esdevingué una mena de motocicleta polivalent, fins i tot la moto urbana per excel·lència entre els joves, tal com passava aleshores amb la Lobito de Bultaco i actualment amb l'Honda Scoopy i els diversos escúters juvenils. Lluny de limitar-ne l'ús a la pràctica del trial, molts propietaris la feien servir per a moure's per la ciutat, essent una de les motos més habituals als carrers de Barcelona. Enduts per la moda de l'època (simplificant, aleshores es considerava que portar una Cota feia "pijo"), molts joves en demanaven una als pares en fer els 16 anys amb la intenció de lluir-la i fer-la servir bàsicament per als seus desplaçaments diaris. En molts casos fins i tot se l'adaptaven al seu ús particular, transformant-se-la en una mena de moto "urbana", de "turisme", d'enduro o fins i tot de motocròs.
Tota aquesta popularitat i polivalència minvà en gran manera quan tant Montesa com Bultaco tragueren al mercat sengles models juvenils específics per a carretera (la Crono 75 i la Bultaco Streaker 74) i per a enduro (l'Enduro 75 i la Frontera 74).

## Versions

### Llista de versions produïdes
| Versió                    | Cilindrada                | Id. Model                 | Anys                      | Núm. Sèrie                | Unitats | Pintura dipòsit                        |
| ------------------------- | ------------------------- | ------------------------- | ------------------------- | ------------------------- | ------- | -------------------------------------- |
| Cota 74 "72"              | 74 cc                     | 16M                       | 1972 - 1974               | 16M00001                  | 14.300  | Vermell (xassís cromat)                |
| Cota 123 "72"             | 123 cc                    | 28M                       | 1972 - 1974               | 28M0001                   | 8.850   | Vermell (xassís cromat)                |
|                           |                           |                           |                           |                           |         |                                        |
| Cota 74 "74"              | 74 cc                     | 16M                       | 1974 - 1976               | 16M0001                   | 14.300  | Vermell (xassís negre)                 |
| Cota 123 "74"             | 123 cc                    | 28M                       | 1974 - 1976               | 28M0001                   | 8.850   | Vermell (xassís negre)                 |
| Cota 123-T "74"           | 123 cc                    | 28M                       | 1974 - 1976               | 28M0001                   | 8.850   | Vermell amb embellidors daurats        |
|                           |                           |                           |                           |                           |         |                                        |
| Cota 172                  | 157 cc                    | 19M                       | 1975 - 1980               | 19M0001                   | 1.990   | Vermell                                |
|                           |                           |                           |                           |                           |         |                                        |
| Cota 74 "76"              | 74 cc                     | 16M                       | 1976 - 1977               | 16M0001                   | 14.300  | Vermell amb franja blanca central      |
| Cota 74-T "76"            | 74 cc                     | 28M                       | 1976 - 1977               | 28M0001                   | 14.300  | Vermell amb franja blanca central      |
| Cota 123 "76"             | 123 cc                    | 28M                       | 1976 - 1977               | 28M0001                   | 8.850   | Vermell amb franja blanca central      |
|                           |                           |                           |                           |                           |         |                                        |
| Cota 74 "77"              | 74 cc                     | 16M                       | 1977 - 1978               | 16M0001                   | 14.300  | Vermell                                |
| Cota 123 "77"             | 123 cc                    | 28M                       | 1977 - 1978               | 28M0001                   | 2.200   | Vermell                                |
|                           |                           |                           |                           |                           |         |                                        |
| Cota 74 "78"              | 74 cc                     | 16M                       | 1978                      | 16M0001                   | 14.300  | Vermell amb franges groga i negra      |
| Cota 123 "78"             | 123 cc                    | 28M                       | 1978                      | 28M0001                   | 8.850   | Vermell amb franges groga i negra      |
|                           |                           |                           |                           |                           |         |                                        |
| Cota 123 Trail            | 123 cc                    | 28M                       | 1979                      | 28M0001                   | 8.850   | Vermell amb franges groga i negra      |
| Cota 123 "80"             | 123 cc                    | 28M                       | 1980 - 1982               | 28M12001                  | ?       | Blanc                                  |
| MH 123                    | 123 cc                    | 28M                       | 1982 - 1983               | 28M12001                  | ?       | Vermell carbassós amb franges blanques |
|                           |                           |                           |                           |                           |         |                                        |
| Cota 80                   | 74 cc                     | 32M                       | 1982                      | 32M0001-                  | ?       | Blanc                                  |
| Total d'unitats produïdes | Total d'unitats produïdes | Total d'unitats produïdes | Total d'unitats produïdes | Total d'unitats produïdes | 27.340  |                                        |

Notes
1. 1 2 3 4 5 6  El total de 14.300 unitats correspon al global del model 16M
2. 1 2 3 4 5 6  El total de 8.850 unitats correspon al global del model 28M
3. ↑  Cap al 1977 se'n comercialitzà una versió amb el dipòsit verd
4. ↑  Sense comptar la versió "80" de la Cota 123, la MH 123 i la Cota 80

### Versió "72"
La primera versió es distingia pel seu xassís cromat. D'ençà de 1973, aquesta versió passà a incorporar proteccions de goma a la forquilla i una petita caixa d'eines cilíndrica situada sota el filtre.
Fitxa tècnica
| Cota 74/123 versió "72" | Cota 74/123 versió "72"              | Cota 74/123 versió "72"              | Cota 74/123 versió "72" |
| ----------------------- | ------------------------------------ | ------------------------------------ | ----------------------- |
|                         | Cota 74                              | Cota 123                             |                         |
| Id. Model               | 16M                                  | 28M                                  |                         |
| Núm. Sèrie              | 16M00001                             | 28M0001                              |                         |
| Anys                    | 1972 - 1974                          | 1972 - 1974                          |                         |
| CC                      | 74,8                                 | 123,7                                |                         |
| Diàmetre x Carrera      | 42 x 54 mm                           | 54 x 54 mm                           |                         |
| Compressió              | 12:1                                 | 10:1                                 |                         |
| CV                      | 9 a 7.200 rpm                        | 13 a 7.000 rpm                       |                         |
| Carburador              | Amal 20 mm                           | Amal 25 mm                           |                         |
| Canvi                   | 6 velocitats                         | 6 velocitats                         |                         |
| Pneumàtic davant        | 2,50 x 20                            | 2,50 x 20                            |                         |
| Pneumàtic darrera       | 3,75 x 17                            | 3,75 x 17                            |                         |
| Frens davant            | Tambor 110 mm                        | Tambor 110 mm                        |                         |
| Frens darrera           | Tambor 110 mm                        | Tambor 110 mm                        |                         |
| Pes en sec              | 71 kg                                | 71 kg                                |                         |
| Dipòsit                 | Vermell (4,5 litres) / Xassís cromat | Vermell (4,5 litres) / Xassís cromat |                         |

### Versió "74"
La segona versió es distingia de la primera pel seu xassís negre i per la incorporació d'un petit silenciador cilíndric. Com a novetat mecànica, aquesta versió incorporava la posada en marxa per pedal d'acció directa sobre la transmissió primària i, per tant, practicable amb qualsevol velocitat del canvi activada.
Per primera vegada, apareixia també un model "trail" amb dipòsit de més capacitat i selló per a dues persones. Aquest model es distingia pels embellidors daurats del conjunt dipòsit-tapa de filtre.
Fitxa tècnica
| Cota 74/123 versió "74" | Cota 74/123 versió "74"             | Cota 74/123 versió "74"             | Cota 74/123 versió "74"         | Cota 74/123 versió "74" |
| ----------------------- | ----------------------------------- | ----------------------------------- | ------------------------------- | ----------------------- |
|                         | Cota 74                             | Cota 123                            | Cota 123 T                      |                         |
| Id. Model               | 16M                                 | 28M                                 | 28M                             |                         |
| Núm. Sèrie              | 16M0001                             | 28M0001                             | 28M0001                         |                         |
| Anys                    | 1974 - 1976                         | 1974 - 1976                         | 1974 - 1976                     |                         |
| CC                      | 74,8                                | 123,7                               | 123,7                           |                         |
| Diàmetre x Carrera      | 42 x 54 mm                          | 54 x 54 mm                          | 54 x 54 mm                      |                         |
| Compressió              | 39092                               | 9,5:1                               | 9,5:1                           |                         |
| CV                      | 11,5 a 7.200 rpm                    | 13 a 7.000 rpm                      | 13 a 7.000 rpm                  |                         |
| Carburador              | Amal 20 mm                          | Amal 25 mm                          | Amal 25 mm                      |                         |
| Canvi                   | 6 velocitats                        | 6 velocitats                        | 6 velocitats                    |                         |
| Pneumàtic davant        | 2,50 x 20                           | 2,50 x 20                           | 2,50 x 20                       |                         |
| Pneumàtic darrera       | 3,75 x 17                           | 3,75 x 17                           | 3,75 x 17                       |                         |
| Frens davant            | Tambor 110 mm                       | Tambor 110 mm                       | Tambor 110 mm                   |                         |
| Frens darrera           | Tambor 110 mm                       | Tambor 110 mm                       | Tambor 110 mm                   |                         |
| Pes en sec              | 71 kg                               | 71 kg                               | ?                               |                         |
| Dipòsit                 | Vermell (4,5 litres) / Xassís negre | Vermell (4,5 litres) / Xassís negre | Vermell amb embellidors daurats |                         |

### Cota 172

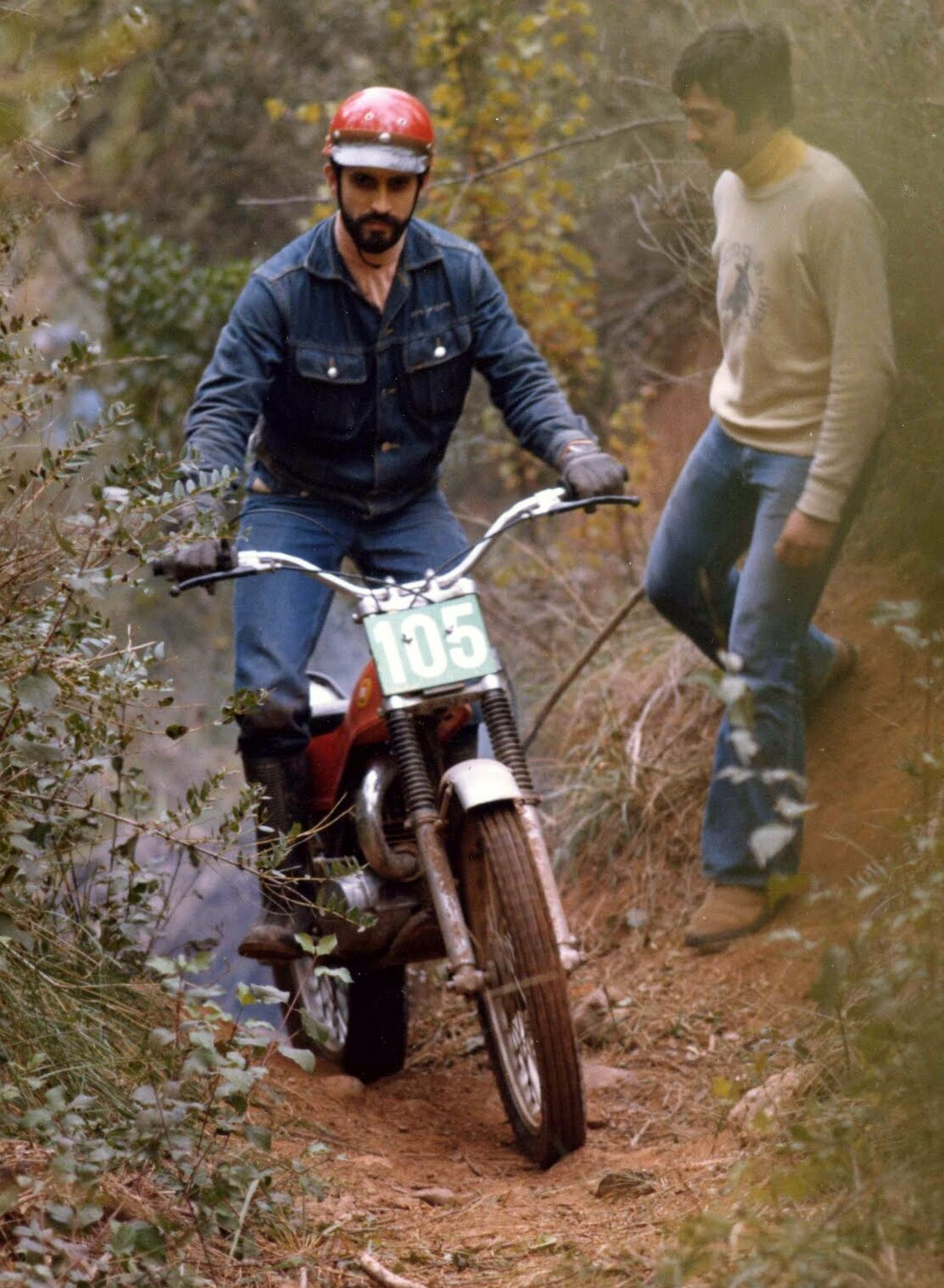
Joan Font amb la Cota 172 el 1975

Presentada a la tardor de 1974 al Saló de París i llançada el 1975, la Cota 172 era una adaptació de la Cota 123 a la qual s'equipà amb llandes de 21 i 18 polzades (en comptes de les típiques de 20 i 17 polzades) i se li apujà el motor a 157 cc. Les altres diferències envers la Cota 123 eren les suspensions: al davant duia una forquilla Montesa (fabricada per Betor) més robusta que les de les Cota 74/123 però més petita que la de la Cota 247; al darrere, el basculant era més llarg que en les Cota 74/123. Una novetat important fou el manillar Akront de dural, tot i que finalment resultà massa fràgil.
Aquest nou concepte de moto de trial, lleugera i amb nervi, seria el que es demostrà com a més competitiu uns quants anys més tard, però a l'època no va acabar de quallar.
Fitxa tècnica
| Cota 172           | Cota 172             | Cota 172 |
| ------------------ | -------------------- | -------- |
| Id. Model          | 19M                  |          |
| Núm. Sèrie         | 19M0001 - 19M1990    |          |
| Anys               | 1975 - 1980          |          |
| CC                 | 157,5                |          |
| Diàmetre x Carrera | 60,9 x 54 mm         |          |
| Compressió         | 11:1                 |          |
| CV                 | 14,5 a 7.000 rpm     |          |
| Carburador         | Amal 20 mm           |          |
| Canvi              | 6 velocitats         |          |
| Pneumàtic davant   | 2,75 x 21            |          |
| Pneumàtic darrera  | 4,00 x 18            |          |
| Frens davant       | Tambor 110 mm        |          |
| Frens darrera      | Tambor 110 mm        |          |
| Pes en sec         | 73 kg                |          |
| Dipòsit            | Vermell (4,5 litres) |          |

1. ↑  Cap al 1977 se'n comercialitzà una versió amb el dipòsit verd.

### Versió "76"
La versió "76" es distingia per la decoració del dipòsit, amb una franja central inspirada en la que duia aquell any el model gran de la Cota, la 247 VUK (Versió Ulf Karlson).
Fitxa tècnica
| Cota 74/123 versió "76" | Cota 74/123 versió "76"                                                             | Cota 74/123 versió "76"                                                             | Cota 74/123 versió "76"                                                             |
| ----------------------- | ----------------------------------------------------------------------------------- | ----------------------------------------------------------------------------------- | ----------------------------------------------------------------------------------- |
|                         | Cota 74                                                                             | Cota 74-T                                                                           | Cota 123                                                                            |
| Id. Model               | 16M                                                                                 | 16M                                                                                 | 28M                                                                                 |
| Núm. Sèrie              | 16M0001                                                                             | 16M0001                                                                             | 28M0001                                                                             |
| Anys                    | 1976 - 1977                                                                         | 1976 - 1977                                                                         | 1976 - 1977                                                                         |
| CC                      | 74,8                                                                                | 74,8                                                                                | 123,7                                                                               |
| Diàmetre x Carrera      | 42 x 54 mm                                                                          | 42 x 54 mm                                                                          | 54 x 54 mm                                                                          |
| Compressió              | 10:1                                                                                | 10:1                                                                                | 9,5:1                                                                               |
| CV                      | 9 a 7.200 rpm                                                                       | 9 a 7.200 rpm                                                                       | 13 a 7.000 rpm                                                                      |
| Carburador              | Amal 20 mm                                                                          | Amal 20 mm                                                                          | Amal 25 mm                                                                          |
| Canvi                   | 6 velocitats                                                                        | 6 velocitats                                                                        | 6 velocitats                                                                        |
| Pneumàtic davant        | 2,50 x 20                                                                           | 2,50 x 20                                                                           | 2,50 x 20                                                                           |
| Pneumàtic darrera       | 3,75 x 17                                                                           | 3,75 x 17                                                                           | 3,75 x 17                                                                           |
| Frens davant            | Tambor 110 mm                                                                       | Tambor 110 mm                                                                       | Tambor 110 mm                                                                       |
| Frens darrera           | Tambor 110 mm                                                                       | Tambor 110 mm                                                                       | Tambor 110 mm                                                                       |
| Pes en sec              | 71 kg                                                                               | 73 kg                                                                               | 71 kg                                                                               |
| Dipòsit                 | Vermell amb franja blanca central (Cota 74-T: 7,5 litres / Cota 74/123: 4,5 litres) | Vermell amb franja blanca central (Cota 74-T: 7,5 litres / Cota 74/123: 4,5 litres) | Vermell amb franja blanca central (Cota 74-T: 7,5 litres / Cota 74/123: 4,5 litres) |

### Versió "77"

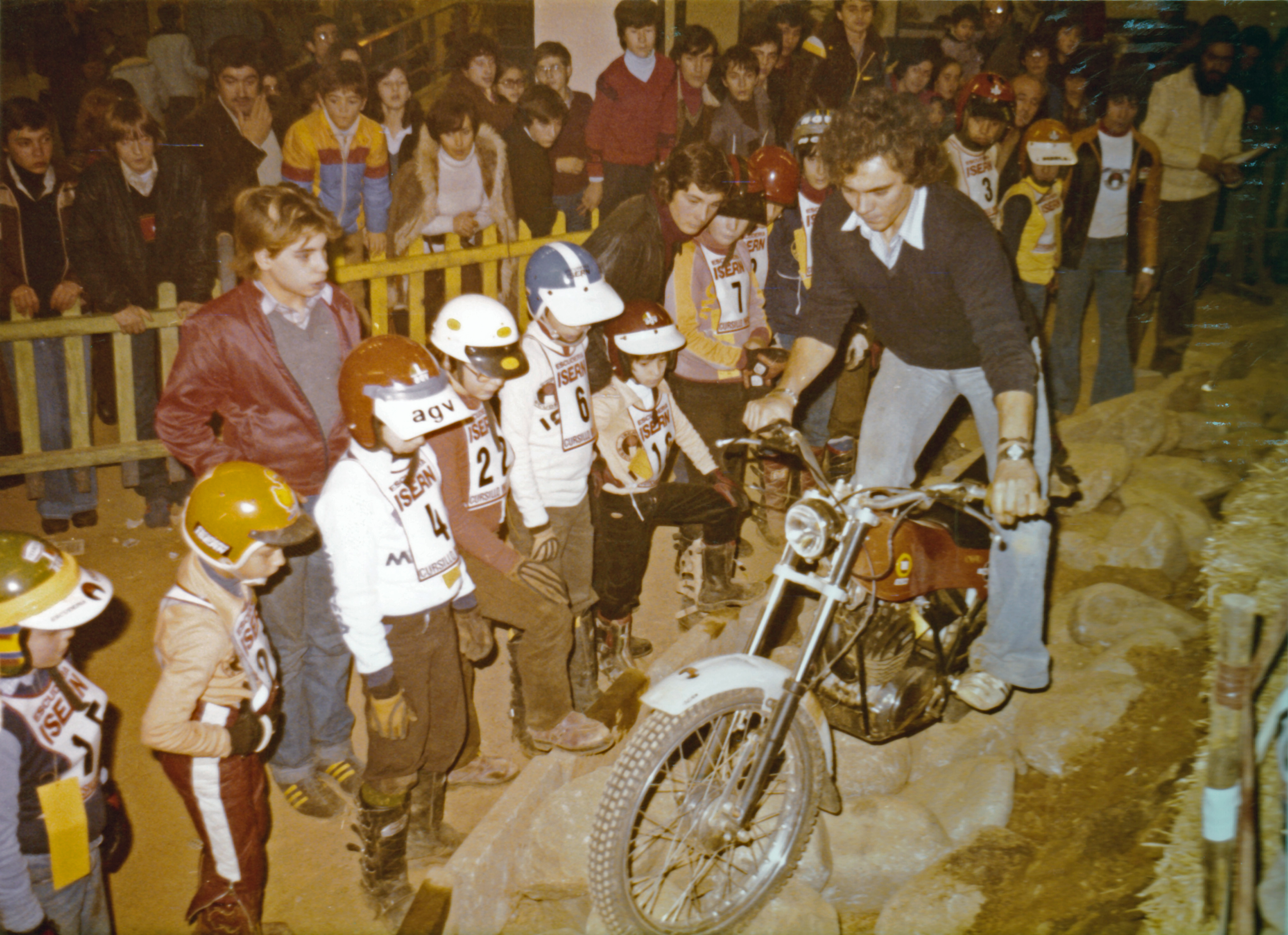
Un noi amb la Cota 74 a l'stand d'Isern al Saló de la Infància de 1978

Aquesta versió adoptava una estètica similar a la que s'havia creat per al nou model estrella de la Cota, la 348 (desenvolupada per Malcolm Rathmell), en la qual hi destacava el dipòsit de combustible practicable longitudinalment, donant accés a filtre, carburador i bugia, sense precisar cap eina. La moto es venia amb selló biplaça, tipus "trail".
Fitxa tècnica
| Cota 74/123 versió "77" | Cota 74/123 versió "77" | Cota 74/123 versió "77" | Cota 74/123 versió "77" |
| ----------------------- | ----------------------- | ----------------------- | ----------------------- |
|                         | Cota 74                 | Cota 123                |                         |
| Id. Model               | 16M                     | 28M                     |                         |
| Núm. Sèrie              | 16M0001                 | 28M0001                 |                         |
| Anys                    | 1977 - 1978             | 1977 - 1978             |                         |
| CC                      | 74,8                    | 123,7                   |                         |
| Diàmetre x Carrera      | 42 x 54 mm              | 54 x 54 mm              |                         |
| Compressió              | 10:1                    | 9,5:1                   |                         |
| CV                      | 9 a 7.200 rpm           | 13 a 7.000 rpm          |                         |
| Carburador              | Amal 20 mm              | Amal 25 mm              |                         |
| Canvi                   | 6 velocitats            | 6 velocitats            |                         |
| Pneumàtic davant        | 2,50 x 20               | 2,50 x 20               |                         |
| Pneumàtic darrera       | 3,75 x 17               | 3,75 x 17               |                         |
| Frens davant            | Tambor 110 mm           | Tambor 110 mm           |                         |
| Frens darrera           | Tambor 110 mm           | Tambor 110 mm           |                         |
| Dipòsit                 | Vermell (5,7 litres)    | Vermell (5,7 litres)    |                         |

### Versió "78"
La versió "78" era gairebé idèntica a l'anterior, amb l'únic canvi visible de l'adopció dels adhesius laterals iguals que els que duia la Cota 348 aquell any (franges grogues i negres). El xassís era de doble bressol i el tub d'escapament, amb sortida central.
Fitxa tècnica
| Cota 74/123 versió "78" | Cota 74/123 versió "78"                        | Cota 74/123 versió "78"                        | Cota 74/123 versió "78" | Cota 74/123 versió "78" |
| ----------------------- | ---------------------------------------------- | ---------------------------------------------- | ----------------------- | ----------------------- |
|                         | Cota 74                                        | Cota 123                                       |                         |                         |
| Id. Model               | 16M                                            | 28M                                            |                         |                         |
| Núm. Sèrie              | 16M0001                                        | 28M0001                                        |                         |                         |
| Anys                    | 1978                                           | 1978                                           |                         |                         |
| CC                      | 74,8                                           | 123,7                                          |                         |                         |
| Diàmetre x Carrera      | 42 x 54 mm                                     | 54 x 54 mm                                     |                         |                         |
| Compressió              | 10:1                                           | 9,5:1                                          |                         |                         |
| CV                      | ?                                              | 13 a 7.000 rpm                                 |                         |                         |
| Carburador              | Amal 20 mm                                     | Amal 25 mm                                     |                         |                         |
| Canvi                   | 6 velocitats                                   | 6 velocitats                                   |                         |                         |
| Pneumàtic davant        | 2,50 x 20                                      | 2,75 x 21                                      |                         |                         |
| Pneumàtic darrera       | 3,75 x 17                                      | 4,00 x 18                                      |                         |                         |
| Frens davant            | Tambor 110 mm                                  | Tambor 110 mm                                  |                         |                         |
| Frens darrera           | Tambor 110 mm                                  | Tambor 110 mm                                  |                         |                         |
| Dipòsit                 | Vermell amb franges groga i negra (5,7 litres) | Vermell amb franges groga i negra (5,7 litres) |                         |                         |

### Cota 123 Trail
La versió "trail" era estèticament idèntica a l'anterior ("78"). Per primer cop es comercialitzava únicament en la cilindrada de 123 cc, deixant-se de fabricar per a sempre més la de 74 cc.
Fitxa tècnica
| Cota 123 Trail     | Cota 123 Trail                                 | Cota 123 Trail                                 |
| ------------------ | ---------------------------------------------- | ---------------------------------------------- |
| Id. Model          | 28M                                            |                                                |
| Núm. Sèrie         | 28M0001                                        |                                                |
| Anys               | 1979                                           |                                                |
| CC                 | 123,7                                          |                                                |
| Diàmetre x Carrera | 54 x 54 mm                                     |                                                |
| Compressió         | ?                                              |                                                |
| CV                 | ?                                              |                                                |
| Carburador         | Amal 25 mm                                     |                                                |
| Canvi              | 6 velocitats                                   |                                                |
| Pneumàtic davant   | 2,75 x 21                                      |                                                |
| Pneumàtic darrera  | 4,00 x 18                                      |                                                |
| Frens davant       | Tambor 110 mm                                  |                                                |
| Frens darrera      | Tambor 110 mm                                  |                                                |
| Dipòsit            | Vermell amb franges groga i negra (5,7 litres) | Vermell amb franges groga i negra (5,7 litres) |

### Cota 123 "80"
La darrera versió de la gamma aparegué amb un aspecte totalment renovat: dipòsit blanc. nous xassís i suspensions, placa porta-números d'inspiració "enduro", reixeta protectora del far, etc. El motor era encara el de la Cota 123 de sempre. Aquesta versió estigué en producció fins al 1982.
Fitxa tècnica
| Cota 123 versió "80" | Cota 123 versió "80" | Cota 123 versió "80" |
| -------------------- | -------------------- | -------------------- |
|                      | Cota 123             |                      |
| Id. Model            | 28M                  |                      |
| Núm. Sèrie           | 28M12001             |                      |
| Anys                 | 1980 - 1982          |                      |
| CC                   | 123,7                |                      |
| Diàmetre x Carrera   | 54 x 54 mm           |                      |
| Compressió           | 39096                |                      |
| CV                   | ?                    |                      |
| Carburador           | Amal 20 mm           |                      |
| Canvi                | 6 velocitats         |                      |
| Pneumàtic davant     | 2,75 x 21            |                      |
| Pneumàtic darrera    | 4,00 x 18            |                      |
| Frens davant         | Tambor 110 mm        |                      |
| Frens darrera        | Tambor 110 mm        |                      |
| Dipòsit              | Blanc (4,9 litres)   | Blanc (4,9 litres)   |

### MH 123
La "MH 123" era bàsicament una Cota 123 versió "80" amb un acabat estètic diferent. Fou una operació empresarial d'Honda encaminada a alliberar estocs no venuts, els quals es distribuïren amb aquesta denominació en exclusiva per la seva xarxa comercial a Europa durant un parell d'anys. Tècnicament, el que es va fer fou agafar les Cota 123 no venudes, pintar-les de color vermell mat tirant a carbassa, amb unes franges blanques, i pràcticament res més.
Fitxa tècnica
| MH 123             | MH 123                                              | MH 123                                              |
| ------------------ | --------------------------------------------------- | --------------------------------------------------- |
| Id. Model          | 28M                                                 |                                                     |
| Núm. Sèrie         | 28M12001                                            |                                                     |
| Anys               | 1982 - 1983                                         |                                                     |
| CC                 | 123,7                                               |                                                     |
| Diàmetre x Carrera | 54 x 54 mm                                          |                                                     |
| Compressió         | 10:1                                                |                                                     |
| CV                 | ?                                                   |                                                     |
| Carburador         | Amal 20 mm                                          |                                                     |
| Canvi              | 6 velocitats                                        |                                                     |
| Pneumàtic davant   | 2,75 x 21                                           |                                                     |
| Pneumàtic darrera  | 4,00 x 18                                           |                                                     |
| Frens davant       | Tambor 110 mm                                       |                                                     |
| Frens darrera      | Tambor 110 mm                                       |                                                     |
| Dipòsit            | Vermell carbassós amb franges blanques (4,9 litres) | Vermell carbassós amb franges blanques (4,9 litres) |

### Cota 80
La Cota 80 era la darrera versió de la Cota 74, a la qual se li canvià la denominació per tal d'adaptar-la a l'època (l'antic límit legal de 75 cc per als joves havia pujat als 80); fou la darrera d'aquesta cilindrada produïda per Montesa. La seva base mecànica era la mateixa que la de la Cota 74, amb algun lleuger canvi a la transmissió, el carburador, la part cicle i l'acabat estètic: era el tercer model de la gamma Cota que canviava el seu tradicional color vermell pel blanc (després de la Cota 349 i la Cota 200). La Cota 80 tenia la mateixa base (xassís i mecànica) que la Cota 200 i ambdues es diferenciaven només pel conjunt de cilindre, culata, pistó i carburador, corona posterior i pneumàtic del darrere (més ample a la 200).
Fitxa tècnica
| Id. Model          | 32M                |
| Núm. Sèrie         | 32M0001-           |
| Anys               | 1982               |
| CC                 | 74,8               |
| Diàmetre x Carrera | 42 x 54 mm         |
| Compressió         | ?                  |
| CV                 | 1,5                |
| Carburador         | Amal 22 mm         |
| Canvi              | 6 velocitats       |
| Pneumàtic davant   | 2,50 x 21          |
| Pneumàtic darrera  | 3,50 x 18          |
| Frens davant       | Tambor 110 mm      |
| Frens darrera      | Tambor 110 mm      |
| Dipòsit            | Blanc (4,9 litres) |